# Карма Цомо
Карма Тцомо (Цомо, Тшомо) (англ. Karma Tshomo, народжена 10 жовтня 1973) — стрілець, яка представляла Бутан на міжнародному рівні.
Тцомо, разом з Намг'ял Лхаму та Пем Церінг, змагалась за Бутан на Літніх Олімпійських іграх 1992 року в Барселоні, вона фінішувала на 58 місці в індивідуальному турнірі, найвищому місці з бутанських жінок, і команда зайняла 17 місце.